# Abronia ramirezi
Abronia ramirezi е вид влечуго от семейство Слепоци (Anguidae).

## Разпространение
Видът е разпространен в Мексико.